# John Ryan (Politiker)
John Richard Ryan (* 24. April 1911; † 12. September 1988) war ein australischer Politiker der Australian Labor Party (ALP), der unter anderem von 1959 bis 1975 Mitglied sowie zwischen 1973 und 1975 Sprecher des South Australian House of Assembly war.

## Leben
John Richard Ryan, der als Hafenarbeiter beschäftigt war, trat während des Zweiten Weltkrieges 1943 in die Australian Army ein und leistete bis 1946 seinen Militärdienst. Er engagierte sich als Funktionär in der Hafenarbeitergewerkschaft (Waterside Workers Federation) und war später als Lizenzierter Zoll- und Versandagent tätig.
Bei der Wahl am 7. März 1959 wurde er für die ALP als Nachfolger seines Parteifreundes James Stephens im Wahlkreis Port Adelaide erstmals zum Mitglied des South Australian House of Assembly gewählt, des Unterhauses des Parlaments von South Australia, und vertrat diesen Wahlkreis bis zu dessen Auflösung am 29. Mai 1970. Während seiner Parlamentszugehörigkeit war er vom 1. Juni 1965 bis zum 13. Juli 1971 Mitglied des Ständigen Parlamentsausschusses für öffentliche Arbeiten (Parliamentary Standing Committee on Public Works). Bei der Wahl am 30. Mai 1970 wurde er dann für die ALP im neu geschaffenen Wahlkreis Price abermals zum Mitglied der Legislativversammlung gewählt und vertrat diesen Wahlkreis bis zum 11. Juli 1975, woraufhin der Wahlkreis bei der Wahl am darauf folgenden 12. Juli 1975 von seinem Parteifreund George Whitten übernommen wurde. Er fungierte zeitweise als Senior Vizepräsident sowie als Präsident der South Australian Labor Party und bekleidete als Nachfolger von Sam Lawn zwischen 1971 und seiner Ablösung durch Allan Burdon 1973 den Posten als Chairman of Committees und damit als Vorsitzender der Ausschüsse sowie stellvertretender Sprecher der Legislativversammlung.
Nach der Wahl am 10. März 1973 wurde John Ryan am 19. Juni 1973 als Speaker zum Sprecher des House of Assembly gewählt und trat damit die Nachfolge seines am 31. März 1973 im Amt verstorbenen Parteifreundes Reg Hurst an. Er bekleidete das Amt des Parlamentspräsidenten bis zum 11. Juli 1975, woraufhin der parteilose Unabhängige, aber der ALP nahestehende Ted Connelly neuer Sprecher wurde.

## Hintergrundliteratur
- Parliament of South Australia: Statistical Record of the Legislature 1836–2007 (Memento vom 11. März 2019 im Internet Archive)
- Robert Martin: Responsible Government in South Australia, Band 2, Wakefield Press, 2009, ISBN 978-1-86254-844-2, S. 83 f. (Onlineversion (Auszug))